# 1996年夏季残疾人奥林匹克运动会德国代表团
1996年夏季残疾人奥林匹克运动会德国代表团是德国派出的1996年夏季残疾人奥林匹克运动会代表团。获得39枚金牌、58枚银牌和56枚铜牌。